# 西経30度線
西経30度線（せいけい30どせん）は、本初子午線面から西へ30度の角度を成す経線である。大部分が公海上にあり北極点から北極海、グリーンランド、大西洋、南極海、南極大陸を通過して南極点までを結ぶ。西経30度線は東経150度線と共に大円を形成する。

## 通過する国・地点
北極点から南極点まで南に向かって西経30度線は以下の場所を通っている。
| 地理座標                                             | 国土・領土・領海                  | 備考                                                                                      |
| ---------------------------------------------------- | --------------------------------- | ----------------------------------------------------------------------------------------- |
| 北緯90度0分 西経30度0分 / 北緯90.000度 西経30.000度  | 北極海                            |                                                                                           |
| 北緯83度35分 西経30度0分 / 北緯83.583度 西経30.000度 | グリーンランド                    | ピアリー大陸北部                                                                          |
| 北緯83度10分 西経30度0分 / 北緯83.167度 西経30.000度 | フレデリック E.ハイド・フィヨルド |                                                                                           |
| 北緯83度8分 西経30度0分 / 北緯83.133度 西経30.000度  | グリーンランド                    | ピアリー大陸南部                                                                          |
| 北緯82度10分 西経30度0分 / 北緯82.167度 西経30.000度 | インディペンデンス・フィヨルド    |                                                                                           |
| 北緯81度55分 西経30度0分 / 北緯81.917度 西経30.000度 | グリーンランド                    | 本土及びSokongen Island                                                                   |
| 北緯68度10分 西経30度0分 / 北緯68.167度 西経30.000度 | 大西洋                            |                                                                                           |
| 南緯60度0分 西経30度0分 / 南緯60.000度 西経30.000度  | 南極海                            |                                                                                           |
| 南緯76度35分 西経30度0分 / 南緯76.583度 西経30.000度 | 南極大陸                          | アルゼンチン（アルゼンチン領南極）と イギリス（イギリス領南極地域）が領有権主張している。 |